# Passy (Saône-et-Loire)
Passy település Franciaországban, Saône-et-Loire megyében. Lakosainak száma 70 fő (2022. január 1.). Passy Saint-Marcelin-de-Cray, Chevagny-sur-Guye, Sailly, Saint-Martin-de-Salencey és Sigy-le-Châtel községekkel határos.

## Népesség
A település népességének változása:
| Lakosok száma | 58   | 61   | 65   | 64   | 64   | 66   | 67   | 69   | 70   |
|               | 2013 | 2015 | 2016 | 2017 | 2018 | 2019 | 2020 | 2021 | 2022 |